# James D. Wilcox
James D. Wilcox ist ein US-amerikanischer Filmeditor und Regisseur.

## Leben
Wilcox stammt aus Pittsburgh, Pennsylvania. Der American-Football-Spieler Sam Davis ist sein Cousin.
Seine Karriere begann Wilcox beim Radiosender WCLK der Clark Atlanta University und arbeitete später bei CNN. Während seiner Arbeit bei CNN kam er erstmals in Berührung mit dem Schnitt der News-Beiträge. Im Anschluss arbeitete er neun Jahre als Editor bei KCBS-TV, wo er Nachrichten und Sportbeiträge schnitt.
Ab Mitte der 1990er Jahre übernahm Wilcox auch den Schnitt erster Dokumentar- und Fernsehproduktionen. Wilcox schnitt ab dem Jahr 2001 zehn Episoden der Science-Fiction-Serie Dark Angel. Von 2002 bis 2005 schnitt er 60 Episoden der Sitcom What’s Up, Dad?. Für die Episode The Remodel übernahm er 2005 auch die Regie. Dies brachte ihm beim Image Award 2006 eine Nominierung in der Kategorie Bester Regisseur einer Comedy-Serie ein. Wilcox schnitt auch zahlreiche Episoden der Fernsehserien CSI: Miami (2006–2012) und Hawaii Five-0 (2012–2015). Auch bei diesen beiden Serien inszenierte er jeweils eine Episode als Regisseur.
Während der Arbeit an der Fernsehserie Genius (2017) lernte Wilcox den Filmeditor Daniel P. Hanley kennen, der gemeinsam mit Mike Hill seit den 1980er Jahren für Regisseur Ron Howard gearbeitet hatte. Nachdem sich Mike Hill 2015 ins Privatleben zurückgezogen hatte, sollte Wilcox zunächst als Hanleys Co-Editor bei der Arbeit an Genius fungieren. Hanley übergab das Projekt schließlich komplett an Wilcox, der die erste Staffel der Serie schnitt. Für Ron Howard schnitt Wilcox später auch die Filme Hillbilly-Elegie (2020) und Dreizehn Leben (2022).
Wilcox ist Mitglied der American Cinema Editors und der Academy of Motion Picture Arts and Sciences.

## Filmografie (Auswahl)
Schnitt
- 1994: Science Fiction: A Journey Into the Unknown (Dokumentarfilm)
- 1996: Kino Lust (Sex, Censorship and the Silver Screen, Dokumentarserie, 1 Episode)
- 1996: Depraved
- 1997–1998: Biography (Dokumentarserie, 2 Episoden)
- 1998: True Stories from Touched by an Angel (Dokumentarfilm)
- 2000: Soul Food (Fernsehserie, 1 Episode)
- 2001–2002: Dark Angel (Fernsehserie, 10 Episoden)
- 2002: Play′d: A Hip Hop Story (Fernsehfilm)
- 2002–2005: What’s Up, Dad? (My Wife and Kids, Fernsehserie, 60 Episoden)
- 2005–2006: Alle hassen Chris (Everybody Hates Chris , Fernsehserie, 3 Episoden)
- 2006: Behind the Smile
- 2006: Reno 911! (Fernsehserie, 3 Episoden)
- 2006–2012: CSI: Miami (Fernsehserie, 38 Episoden)
- 2012–2015: Hawaii Five-0 (Fernsehserie, 21 Episoden)
- 2015: Heroes Reborn (Miniserie, 2 Episoden)
- 2016: Roots (Miniserie, 1 Episode)
- 2017: Hand of God (Fernsehserie, 1 Episode)
- 2017–2018: Gone (Fernsehserie, 4 Episoden)
- 2017–2021: Genius (Fernsehserie, 10 Episoden)
- 2018: The Gifted (Fernsehserie, 1 Episode)
- 2019: Raising Dion (Fernsehserie, 3 Episoden)
- 2020: Filthy Rich (Fernsehserie, 1 Episode)
- 2020: Hillbilly-Elegie (Hillbilly Elegy)
- 2022: Dreizehn Leben (Thirteen Lives)
- 2023: Ahsoka (Fernsehserie)

Regie
- 2005: What’s Up, Dad? (Fernsehserie, 1 Episode)
- 2011: CSI: Miami (Fernsehserie, 1 Episode)
- 2015: Hawaii Five-0 (Fernsehserie, 1 Episode)